# Adelman van Luik
Adelman van Luik (Latijn: Adelmannus Leodiensis) (omstreeks 1000 - Brescia, omstreeks 1061) was een theoloog en bisschop van Brescia.

## Levensloop
De herkomst van Adelman is niet bekend. Er wordt aangenomen dat hij uit het Luikse kwam maar een herkomst uit Duitsland of Frankrijk valt niet uit te sluiten.
Adelman was reeds onderdiaken in het prinsbisdom Luik toen hij artes liberales ging studeren bij Fulbert van Chartres over wie hij enkele jaren later het lofdicht Rhythmus abecedarius de viris illustribus sui temporis zou schrijven.
Omstreeks 1025 riep de pas benoemde prins-bisschop Reginhard van Luik hem terug naar Luik waar hij actief werd binnen het prinsbisdom. Hij werd scholasticus in de wiskundige wetenschappen (Quadrivium) aan de Luikse kathedraalschool die onder leiding stond van Waso van Luik, de latere prins-bisschop. In 1031 volgde Adelman Waso op als leider van de kathedraalschool. Zijn belangrijkste leerling was de bekende wiskundige Franco van Luik.
In 1044 verliet Adelman om onduidelijke redenen de kathedraalschool en trok zich terug in Spiers. Hij verbleef er minstens vijf jaar en reisde daarna verder naar Lombardije. Hij werd er in april 1059 benoemd tot bisschop van Brescia. Als bisschop nam Adelman actief deel aan de kerkhervorming van die periode en bestreed de simonie en het nicolaïsme.
Adelman was een tegenstander van de opvattingen over de Eucharistie van zijn jeugdvriend Berengarius van Tours die een medestudent was in Chartres. Hij schreef in 1049 vanuit Spiers twee brieven hierover aan Berengarius. In de laatste brief geeft Adelman een dogmatische benadering van de kerkleer op de Eucharistie. Deze brieven werden onder de titel De Corpore et Sanguine Domini verscheidene maal gepubliceerd in de 15e eeuw.
Adelman stierf in 1061 en werd in Brescia begraven in de Sint-Faustinus en Giovitakerk. In 1612 werd zijn lichaam samen met enkele andere voorgangers overgebracht naar een meer respectabele plaats die onbekend bleef.

## Werken
Jacques Paul Migne publiceerde in de Patrologia Latina, deel 143, kol. 1279-1298 de volgende werken van Adelman:
- Rhythmus abecedarius de viris illustribus sui temporis, ode aan Fulbert van Chartres en enkele andere 11e-eeuwse geleerden
- De Corpore et Sanguine Domini, brieven aan Berengarius van Tours